# Anything Can Happen (singolo)
Anything Can Happen è un singolo del rapper statunitensi Saint Jhn, pubblicato il 9 agosto 2019.

## Tracce
1. Anything Can Happen – 3:04